# NQ Vulpeculae
NQ Vulpeculae var en nova som upptäcktes 1976 i stjärnbilden Räven och som i maximum nådde +6,0 i magnitud. 
Upptäckten gjordes av G. E. D. Alcock den 21 oktober 1976.